# Новый год в Германии

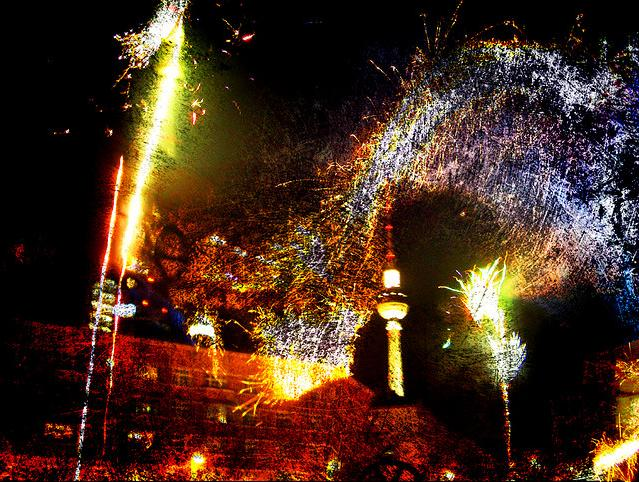
Фейерверк в Берлине. 2007

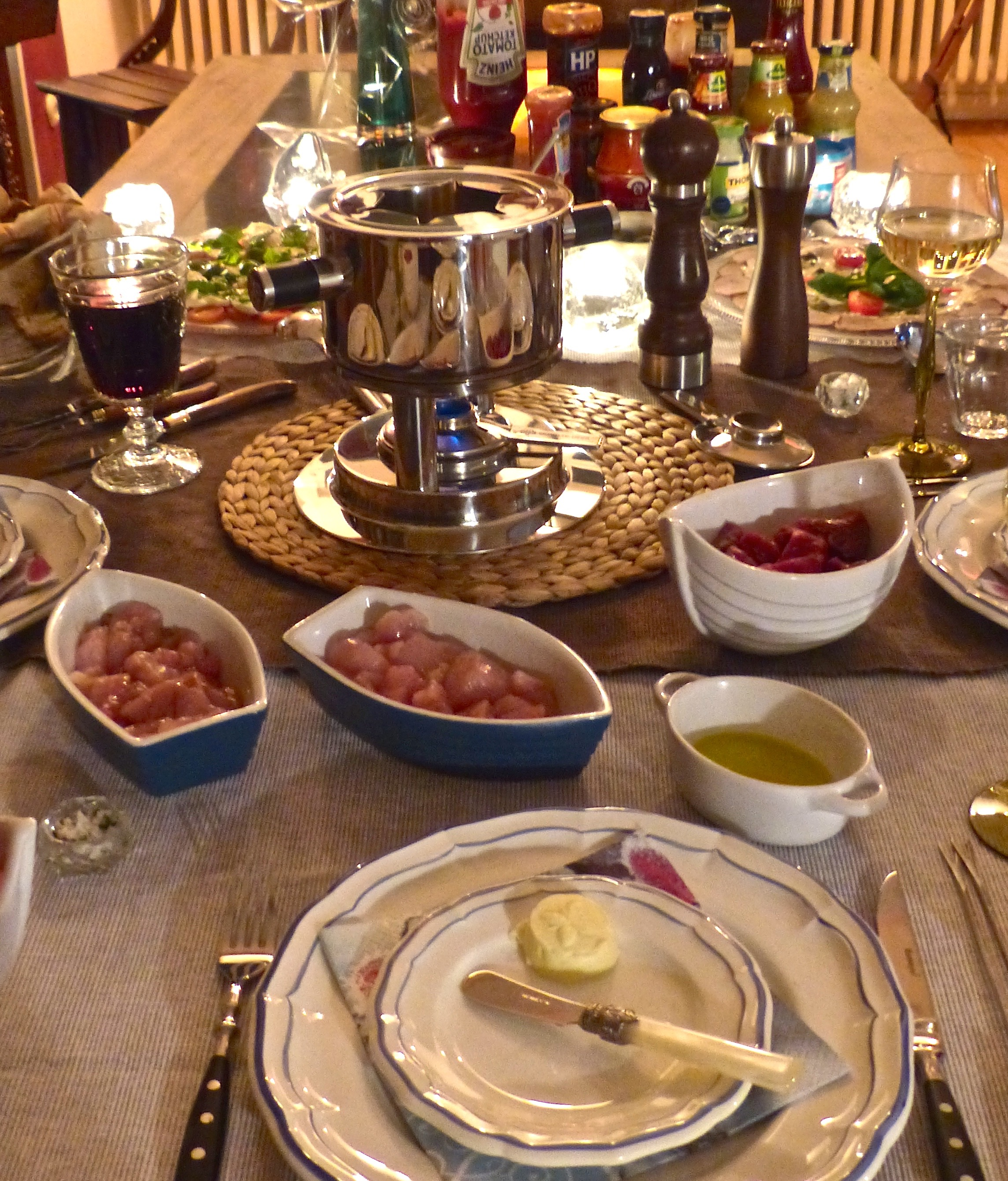
Новогоднее фондю

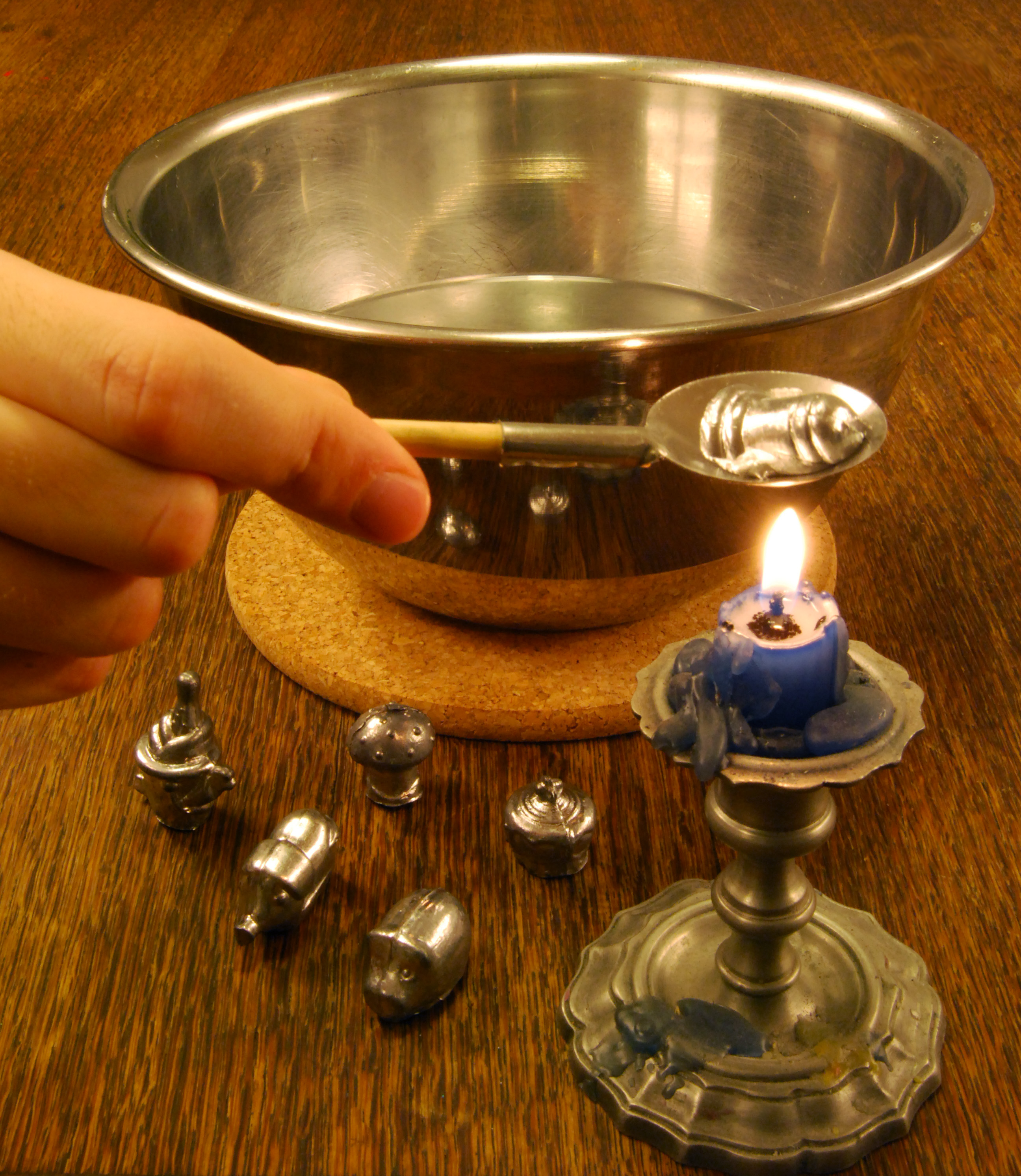
Гадание на олове

Новый год (нем. Neujahr) — один из календарных праздников Германии, отмечается в ночь с 31 декабря на 1 января каждого года. Канун Нового года в Германии называют Сильвестром (нем. Silvester, реже Sylvester) в честь христианского святого, скончавшегося 31 декабря 335 года.

## Поздравления
В Германии поздравляют с наступлением Нового года ещё до его наступления, желая другим «хорошего скольжения» (нем. Guten Rutsch) в праздничные дни. После наступления нового года, поздравление сменяется на Frohes Neues! («Счастливого Нового года!»).
Поскольку главным зимним праздником в Германии является Рождество, отмечаемое 25 декабря, основные поздравления и подарки приходятся на Рождество. На Новый год принято дарить небольшие мелочи (или обмениваться ими), которые должны принести счастье в новом году: небольшие фигурки свиньи, четырёхлистного клевера, трубочиста, пфеннига.

## Празднование
В отличие от Рождества, являющегося семейным праздником и справляемого традиционно в кругу семьи, Новый год в Германии принято справлять в шумной компании. Особенно среди молодежи принято праздновать в компании друзей дома или в клубе, на специально организованных вечеринках. Среди старшего поколения в канун Нового года большим спросом пользуются рестораны, новогодние балы, театральные представления или концерты.
В случае празднования Нового года дома или в гостях, сбор гостей происходит вечером 31 декабря. При этом застолья в Германии не настолько обильные, как при праздновании Нового года в РФ. Обычно немцы ограничиваются лёгкими закусками, традиционными блюдами в Сильвестр считаются раклет и фондю. Оставшееся время до полночи проводят за просмотром экранизации британского комедийного скетча «Ужин на одного» и игрой в настольные игры. Типичным занятием также является гадание на свинце — расплавленный свинец выливают в холодную воду и по застывшей фигурке пытаются предсказать, что ждёт владельца фигурки в новом году.
В полночь принято поднимать бокалы с шампанским и желать друг другу счастья и удачи в новом году. После этого жители Германии выходят на улицу, чтобы посмотреть или запустить фейерверк, затем продолжают празднование.

### Новогодний стол
Традиционными блюдами в канун Нового года являются раклет и фондю, которые располагают к длительному ужину и беседе за столом. Ранее в новогоднюю ночь к столу подавали карпа, но сейчас эта традиция менее распространена. Существует мнение, что серебристая чешуя карпа принесет много денег в новом году. Также популярны другие рыбные блюда, например, красный салат из сельди.
Также традиционным угощением являются берлинские пончики. Иногда в шутку один из пончиков наполняют горчицей или луком вместо сладкого конфитюра.
Среди напитков, помимо шампанского, распространены крюшон и пунш. В целом, в новогоднюю ночь немцы употребляют достаточно большое количество алкоголя и курицы.

### Фейерверк
Важным атрибутом для празднования Нового года является фейерверк в полночь. В крупных городах фейерверки организовывают на центральных площадях, где собираются зрители. Многие приносят собственную пиротехнику, которую официально разрешено запускать 31 декабря и 1 января лицам старше 18 лет. Продажа пиротехники в торговых предприятиях запускается за семь рабочих дней до 31 декабря. В последние годы часто проводятся акции, при которых жителей Германии призывают потратить деньги на благотворительность вместо покупки на них фейерверков.

### Телевидение
На центральном канале за несколько часов до полуночи проходит прямой эфир с самой крупной вечеринкой Германии в Берлине у Бранденбургских ворот, на которой ежегодно собираются около 1 миллиона человек. Также за несколько часов до Нового года по телевидению передают Новогоднее обращение федерального канцлера к народу.
Среди передач в канун Нового года наиболее популярными являются: эпизод «Новогодний пунш» из телесериала «Одно сердце и одна душа» и британский комедийный скетч «Ужин на одного». Кроме этого в эфир выходят развлекательные передачи: хит-парад уходящего года, новогодние вечеринки, симфонические концерты.